# Embet Ilen
Embet Ilen (c.1801 – 1851) foi uma mulher de alta linhagem e líder política durante o período histórico conhecido como Zemene Mesafint (“Era dos Príncipes”, 1769-1855) no território da Tigrinya, atual Eritreia. Mãe de Woldemichael Solomon, Embet Ilen foi descrita como "sem dúvida a mulher mais emancipada em Marab-Millash ( Altiplano Eritreu ) no século XIX".

## Biografia
Pouco se sabe sobre seu histórico familiar, nem mesmo o nome de seus pais. Embet Ilen foi dada em casamento a Ayte Selomon, o filho mais velho de Kantiba Zar'ay, governante de Hazzega. Eles tiveram uma filha, Temertsa, e dois filhos, Woldemichael e Mar’ed. Após assumir o cargo em meados da década de 1820, Selemon atacou Tse'azzega. Rapidamente derrotado, ele fugiu para Gura'e. Após duas tentativas frustradas de vingar a derrota do marido, Ilen aliou-se a Shum-Agame Subagadis, que nomeou Ilen governadora de Hamasen, mas ele próprio morreu em 1831. Ilen manteve seu cargo ao conseguir se aliar a Wube Haile Maryam. No final da década de 1840, ela cedeu sua regência ao filho, Woldemichael Solomon.
Retirou-se a um convento dedicado à Virgem Maria em Hazzega, onde passou a viver como uma monja. Um desentendimento ocorreu quando ela foi visitada por Kantiba Woldegaber, chefe da linhagem familiar de Dimbezan de quem Embet Ilen havia sido adversária. Logo após esse encontro, Kantiba Woldegaber morreu, fato que foi interpretado como assassinato. Embet Illen foi atacada, teve que buscar refúgio em um distrito vizinho. Ela e duas netas que a acompanhavam foram aprisionadas, torturadas e mortas, evento que motivou diversos ataques e atos de vingança posteriores de seu filho contra os inimigos da família que viviam no planalto de Hamasen.